# Valkealan kirkonkylä
Valkealan kirkonkylä est un quartier et une zone statistique de Valkeala à Kouvola en Finlande .

## Description
Valkealan kirkonkylä abrite, entre autres, l'église de Valkeala, un centre paroissial, une boutique, des restaurants, la bibliothèque de Valkeala, un centre scolaire.
Valkealan kirkonkylä a aussi un centre sportif qui comprend entre-autres le centre polyvalent Valkealatalo, la patinoire de Valkeala et un terrain de sport.
La zone statistique de Valkeala kirkonkylä comprend également les zones de Lappalanjärvi, Hautala, Multamäki, Toikkala et Hyyry.
Les quartiers voisins sont Niinistö, Jokela, Utti, Selänpää et Voikkaa.

## Galerie

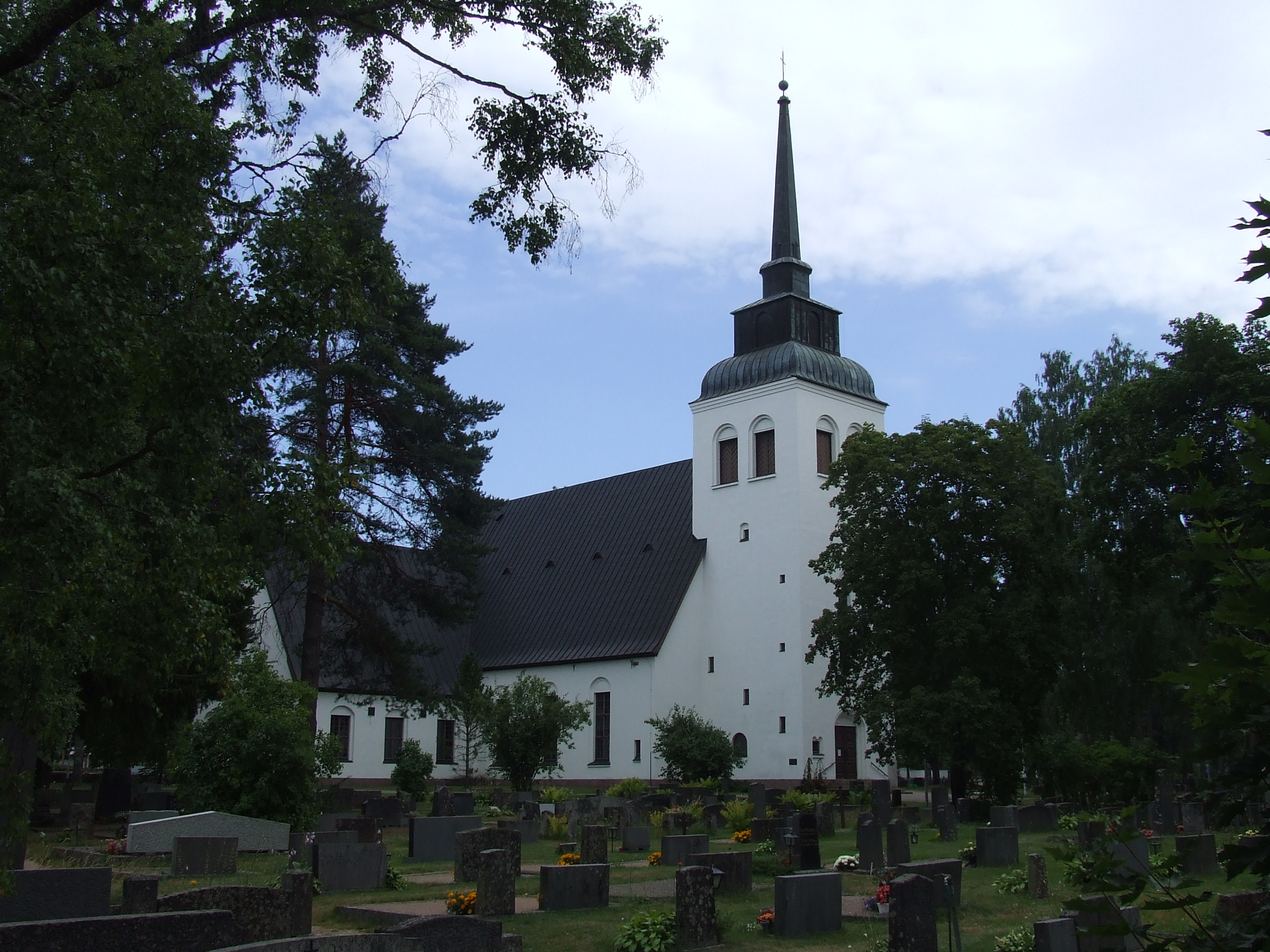
Église de Valkeala.
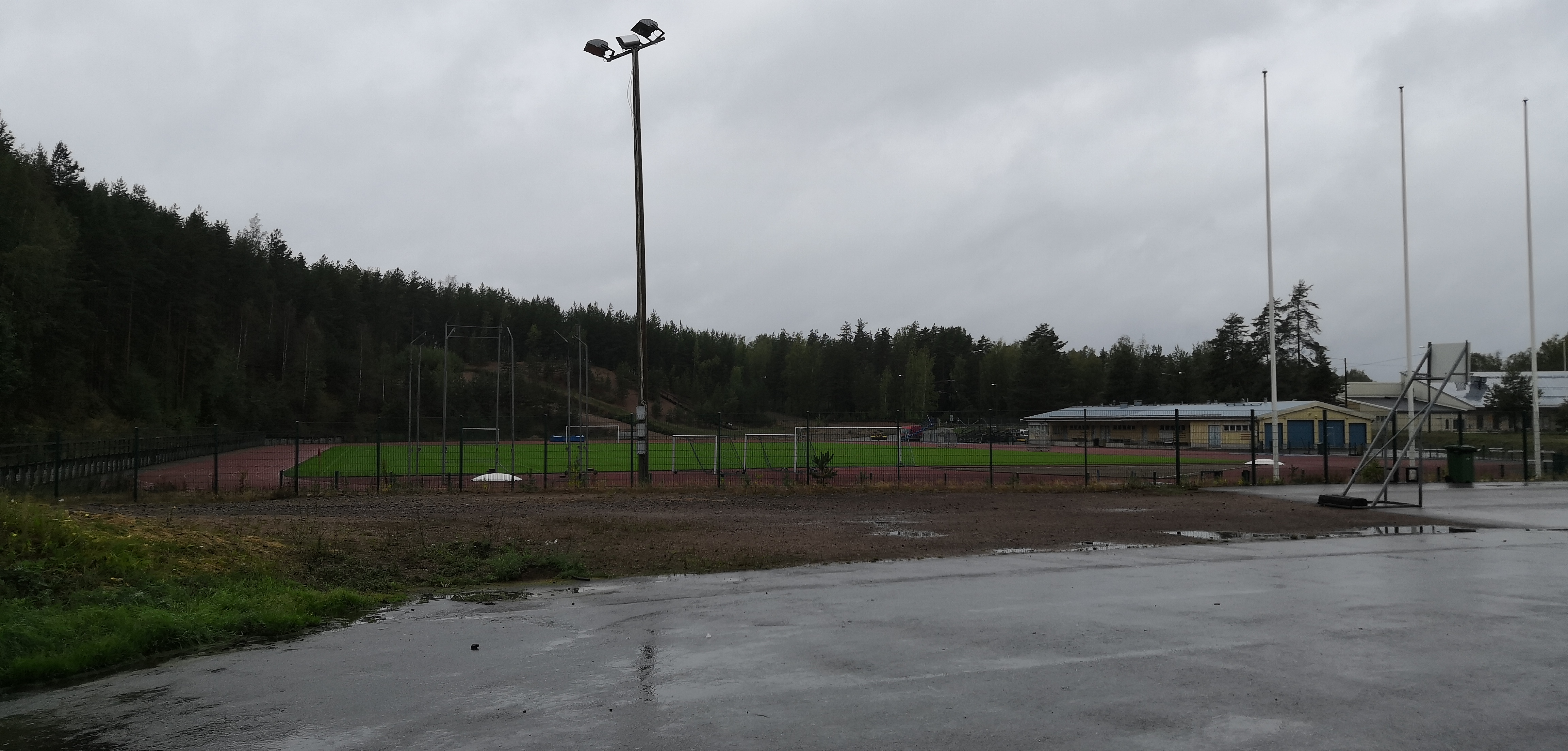
Terrain de sport de Valkeala.
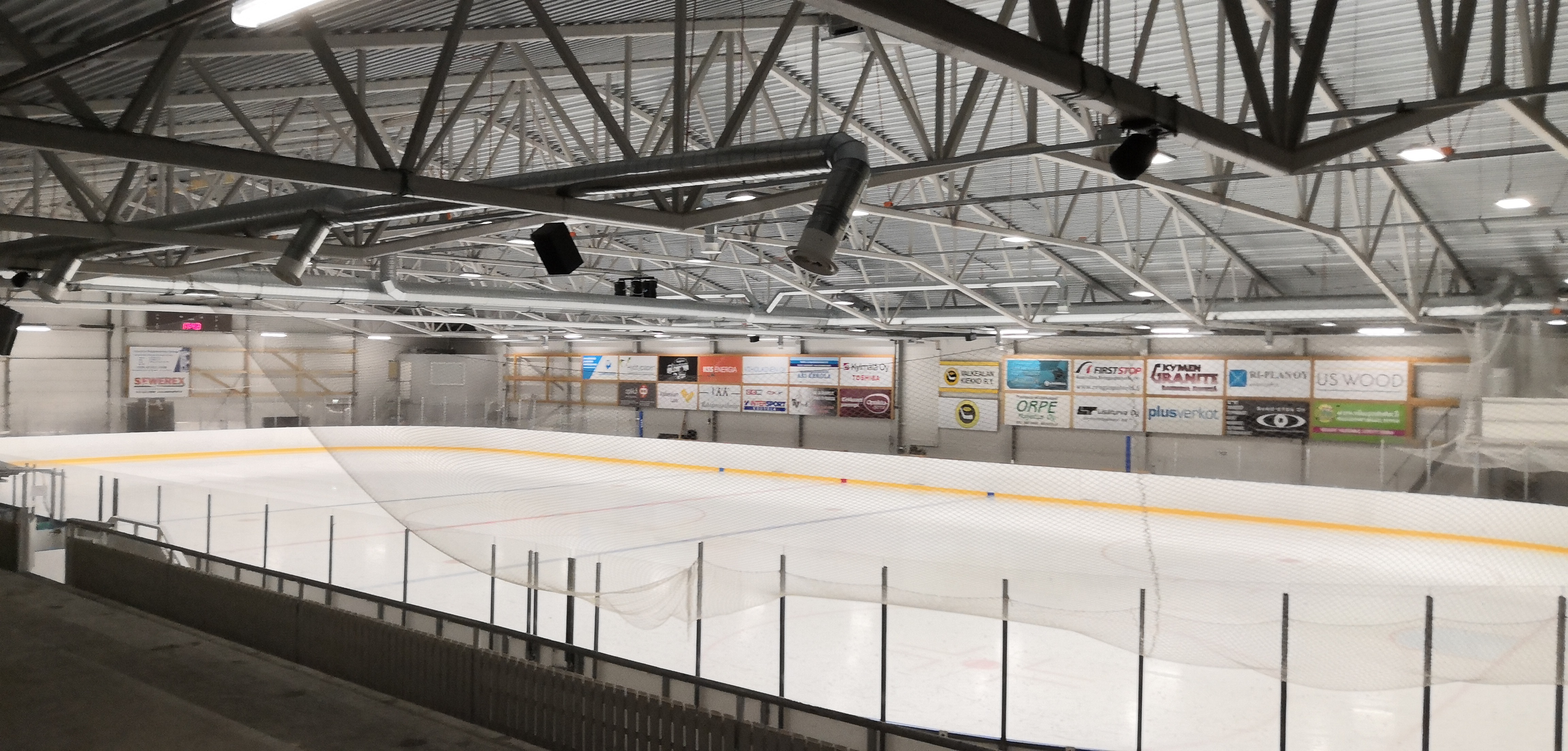
Patinoire de Valkeala.